# Surkhet District
Surkhet District er et af Nepals 75 administrative og politiske regioner, betegnet distrikter (lokalt betegnet district, zilla, jilla el. जिल्ला). Surkhet er et distrikt i bakkeområdet Middle Hills, som ligger i Bheri Zone i Mid-Western Development Region.
Surkhet areal er 2.451 km² og der boede ved folketællingen 2001 i alt 269.870 og i 2007 301.445 i distriktet. Distriktets politiske organ District Development Committee er sammensat gennem indirekte valg, med repræsentation fra hver af de 9-17 administrative enheder ilakaer, hvert distrikt er opdelt i. 
Surkhet District er endvidere opdelt i 51 udviklingskommuner (lokalt navn: Gaun Bikas Samiti (G.B.S.) el. Village Development Committee (VDC)), hvoraf byer med over 10.000 indbyggere kategoriseres som købstæder (municipalities). 
Surkhet District er udviklingsmæssigt – gennem anvendelse af FN og UNDP's Human Development Index – kategoriseret som nr. 22 ud af Nepals 75 distrikter.

## Eksterne links
- Kort over Surkhet District
- Surkhet District sundhedsprofil – fra FN-Nepal (på engelsk)

28°36′N 81°38′Ø / 28.6°N 81.63°Ø